# 最高政治委员会
最高政治委员会（羅馬化：al-Majlis as-Siyāsiyy al-ʾAʿlā）是也門胡塞运动及其支持派系全国人民大会建立的权力机关。其由13名成员组成，薩利赫·阿里·薩馬德任主席，卡西姆·拉博扎任副主席，並履行國家元首职能。其於2016年7月28日成立，其委员会成员於8月14日正式就职，翌日起正式自最高革命委员会接管权力。2018年4月19日，萨马德死于无人机袭击，由马赫迪·马沙特接任主席之位至今。
最高政治委员会还负责组建由阿卜杜勒-阿齐兹·本·哈布图尔领导的政府，称为“救国政府” 。
最高政治委员並無獲得除伊朗外的其他國家承认。2019年8月，最高政治委员会向伊朗派遣一名大使。国际社会谴责最高政治委员会的成立，联合国正式表示该行为“明显违反也门宪法”，并指责该委员会破坏了也门和平进程。